# Ra'y
Ra'y i islamisk rättsterminologi kan betyda tre saker:
1. lokala seder.
2. personlig åsikt som grund för lagen.
3. laglig procedur, mening, åsikt.

Till en början gjorde man så som Muhammed hade gjort och följde det som stod i Koranen och därför behövdes ingen lag utöver detta, utan alla svar som behövdes fanns att läsa i skrifterna och haditherna. Rätten skulle alltså byggas på uppenbarelserna. Det fanns dock en del filosofer som menade att det behövdes utveckling av lagen och nya regler för muslimernas levnadssätt, skapade av lärda människor som ansåg att haditherna var viktiga men inte såg dem som absoluta. Istället började man sammanställa nya lagar och det man trodde var rätt lösning till problemen, baserade på lokala seder och vad den stora massan gjorde. De filosofer som sammanfattade dessa lokala seder kom att kallas ahl al-ra'y. Ra'y betyder ungefär vanligt förekommande, och är baserat på lokal sunna/tradition. Eftersom traditionerna varierade från ort till ort och man inte gjorde likadant i Mecka som i Bagdad kom innehållet i ra'y att variera. I Medina lade man stor vikt vid sin sunna eftersom staden var Profetens stad och därför ansåg de också att deras seder måste vara de som ligger närmast Muhammed.

## Ash-Shāfi‘ī och Ra'y
Ash-Shāfi‘ī (d.820) är grundare av den shafiitiska lagskolan och författare till boken Risala som satt stor prägel på det islamiska rättssystemet, och kom att sammanföra hadither med ra’y. Även om hans bok sammanförde dessa två genrer var Ash-Shāfi‘ī förespråkare för att man skulle följa haditherna, även om han menade att de var för statiska, och därför grundade han en sed som var baserad på traditioner från Muhammed. Denna sed kom även att fungera som en grundläggande lag i det muslimska samhället. Ash-Shāfi‘ī använde helt enkelt samma termer som ra’y-folket gjort men med skillnaden att han ändrade betydelsen, till exempel att ordet sunna som betyder sed endast syftade till Profetens sunna. Ra’y-anhängare kom så att göra likadant, eftersom de inte längre kunde hänvisa till lokala seder ändrade de också sina lagar. Även om själva innehållet fortfarande var detsamma ändrades sättet de användes på, och på så vis kunde de också stödja sig på hadither. Så småningom kom de även att acceptera Ash-Shāfi‘īs tanke om att Koranen och sunna var de slutgiltiga auktoriteterna. Vissa menar dock att en svag hadith är bättre än ra’y. En tredje grupp som uppstod menade att Koranen var den enda giltiga källan till Guds vilja och att en hadith endast var godkänd om den också var omnämnd i Koranen. Om man accepterade något ansågs det vara ra’y.
Ijtihad al-ra’y är lag baserad på personlig åsikt oberoende av vad Uppenbarelsen säger.  